# Denticetopsis royeroi
Denticetopsis royeroi är en fiskart som beskrevs av Ferraris, 1996. Denticetopsis royeroi ingår i släktet Denticetopsis och familjen Cetopsidae. Inga underarter finns listade i Catalogue of Life.